# Paradaphoenus
Il paradafeno (gen. Paradaphoenus) è un mammifero fossile vissuto nell'Oligocene in Nordamerica.
Classificato come membro della famiglia degli anficionidi, deve il suo nome alla somiglianza superficiale con Daphoenus, esponente ben più conosciuto e studiato dei cani-orso.
Del peso approssimativo di appena due chilogrammi, Paradaphoenus è stato uno degli anficionidi più piccoli mai comparsi in un periodo in cui regnavano incontrastati carnivori creodonti ben più imponenti come  Hyaenodon horridus. Inevitabilmente questo ha portato il Paradaphoenus a specializzarsi nella caccia di prede piccole ed eventualmente negli avanzi dei pasti di predatori più grandi.
Questa posizione non è mutata con l'avvicendarsi dall'Oligocene al Miocene e con la scomparsa dei creodonti presto sostituiti da anficionidi più efficienti con Amphicyon.

## Le specie
Di Paradaphoenus si conoscono attualmente tre specie :
- P. minimus, vissuto in pieno Oligocene tra 33,9 e 33,3 milioni di anni fa; si conoscono numerosi resti fossili completi scoperti in Nebraska e in Dakota del Sud.
- P. tooheyi, vissuto tra i 30,8 e i 26,3 milioni di anni fa; i resti fossili disponibili sono soprattutto mandibole, anch'esse rinvenute in Nebraska e in Dakota del Sud.
- P. cuspigerus, vissuto tra i 30,8 e i 20,43 milioni di anni fa: è l'unica specie ad essere sopravvissuta fino al Miocene; si tratta dei resti fossili di due teschi (uno solo dei quali associato anche alla mandibola) rinvenuti in Oregon.